# ساشا فاسيليفيتش
ساشا فاسيليفيتش مواليد 23 مارس 1979 في أوسييك، جمهورية يوغوسلافيا الاشتراكية الاتحادية، هو لاعب كرة سلة بوسني. بدأ مسيرته الاحترافية في سنة 1996. يحمل الرقم 10. يبلغ طوله 6 قدم 0.5 بوصة (1.8 م).

## المسيرة الاحترافية
لعب مع نادي بوسنا رويال لكرة السلة من سنة 2005 إلى 2007، ثم لعب مع منورقة لكرة السلة في الدوري الإسباني في سنة 2007، ثم لعب مع نادي إيه إي كي لكرة السلة في موسم 2007–2008.

## الإنجازات
- بطولة الدوري الأدرياتيكي: (2005)

## روابط خارجية
- ساشا فاسيليفيتش على موقع الاتحاد الدولي لكرة السلة (الإنجليزية)
- ساشا فاسيليفيتش على موقع الدوري الإسباني لكرة السلة (الإسبانية)
- ساشا فاسيليفيتش على موقع كرة السلة الأوروبية.كوم (الإنجليزية)
- ساشا فاسيليفيتش على موقع ريلجم (الإنجليزية)
- ساشا فاسيليفيتش على موقع بروبوليرز (الإنجليزية)
- ساشا فاسيليفيتش على موقع سبورتس رفرنس (الإنجليزية)